# The Beacon
"The Beacon" é o primeiro episódio da sétima temporada da série de televisão dramática pós-apocalíptica de terror Fear the Walking Dead. O episódio foi escrito por Ian Goldberg e Andrew Chambliss e dirigido por Michael E. Satrazemis.
Enquanto a maior parte da paisagem é destruída por ogivas nucleares, Strand (Colman Domingo) vive em um dos poucos lugares habitáveis que restam; a busca de Strand por sobreviventes revela um estranho com uma conexão inesperada com seu passado.
O episódio foi aclamado pela crítica, com muitos concordando que foi uma grande melhoria na qualidade em relação aos episódios anteriores.

## Enredo
Will (Gus Halper), um jovem amedrontado que estava sendo atacado por um grupo de zumbis é rapidamente "salvo" pelos capangas de Victor Strand (Colman Domingo). Os homens levam o rapaz em direção a nova base construída pelas ordens de Victor, que transformou o local que dividia com Howard (Omid Abtahi) em algo habitável, porém, altamente luxuoso.
Por lá, Will é apresentado a Strand, que agora parece ser uma espécie de governante. O ambiente é composto por jardins, galeria de arte e também um restaurante, no qual todas as refeições são servidas. Apesar dos olhos de Will brilharem, Strand afirma que ele precisaria provar ser merecedor daquele local. Aos poucos, o jovem tenta provar seu valor ao seu comandante, que não se convence totalmente de sua importância. Apesar disso, Will agarra a oportunidade e tenta se aproximar de Strand à sua maneira. Em um momento de descuido, entretanto, o jovem revela que conhecia Alicia (Alycia Debnam-Carey).
Há um grande confronto com um grupo conhecido por Stalkers, que estão armados da cabeça aos pés e possuem boas estratégias de combate. Os capangas de Strand fazem de tudo para derrotá-los, mas, ao final, eles acabam mortos. Will é ferido em sua perna durante os ataques e entrega todas as informações que possui sobre Alicia para Strand, que o abandona para seguir adiante. Por mais que estivesse ferido, Will conseguiu alcançar Strand, confessando que o estava testando, afinal, sua equipe havia sido dizimada a mando de Teddy (John Glover), restando apenas ele e Alicia. Com a intenção de reaproximá-los, ele buscou alternativas para chegar até Strand. Apesar disso, Will revela que Alicia jamais reconheceria seu ex-companheiro da maneira como ele estava agora.
A caminho do Franklin Hotel, os dois quase morreram, mas se ajudaram para que conseguissem sobreviver. Aos poucos, Strand percebeu que talvez Will amasse Alicia e, por esse motivo, ambos queriam reencontrá-la. Dessa forma, a dupla trabalha em conjunto para conseguir despistar os zumbis que estão tentando atacá-los e avançar na estrada em meio a um nevoeiro terrível.
Will e Strand conseguem subir em um farol, acendendo a luz e atraindo cada vez mais caminhantes. Eles eventualmente matam os zumbis em busca de uma Alicia possivelmente zumbificada, que eles não encontram. E entram no bunker (no qual eles encontram um bilhete para Will com a palavra 'PADRE' rabiscado atrás dele.) E então eles pegam o farol, levando-o de volta para a base de Strand. E ao montar, Strand revela que é para manter Alicia longe, e Will diz que fará o oposto, ao que Strand o joga para fora do prédio, alegando que Alicia não vai querer mais nada com ele depois disso.

## Recepção

### Crítica

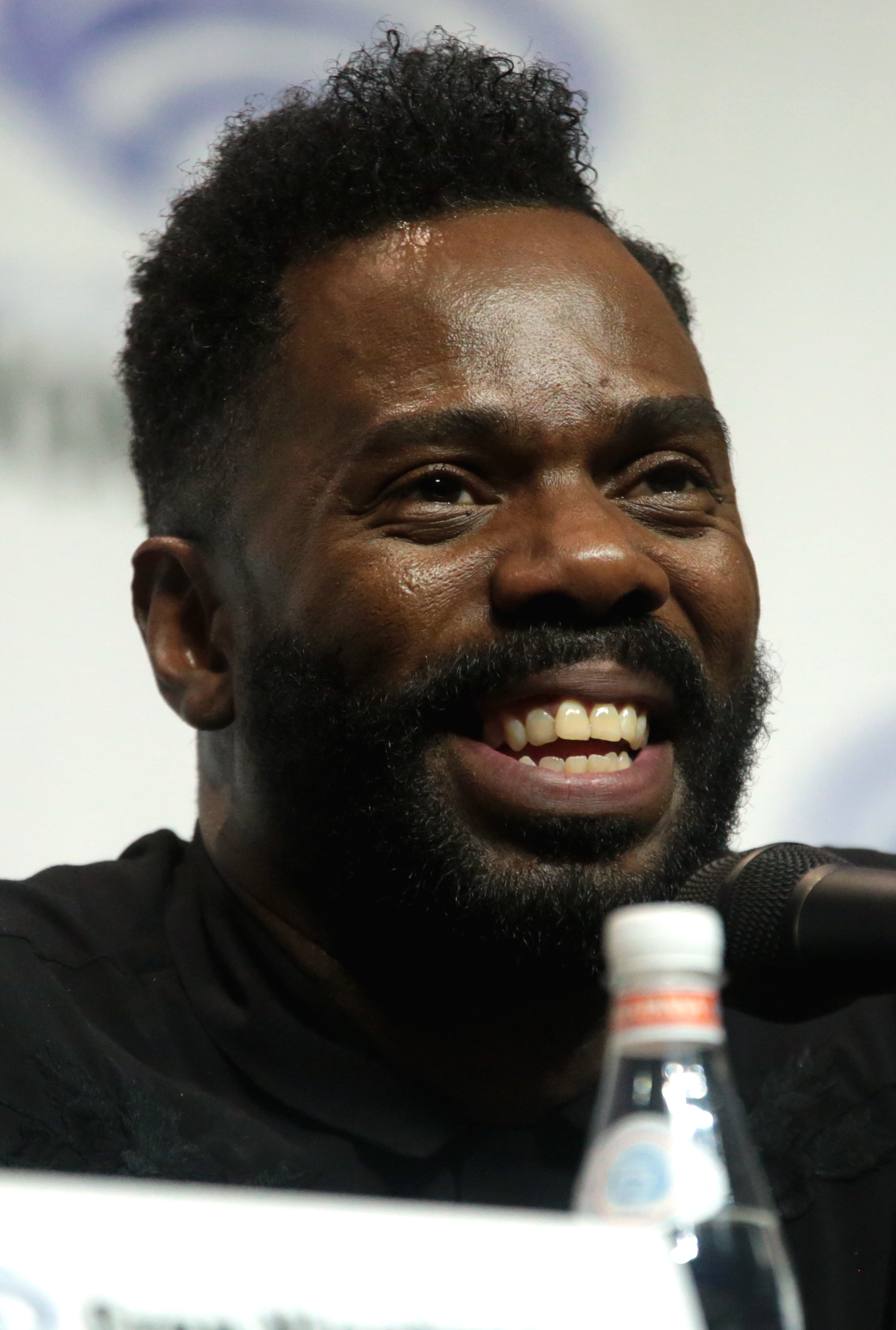
Colman Domingo recebeu elogios da crítica por sua atuação como Victor Strand.

"The Beacon" foi aclamado pela crítica, com muitos concordando que foi uma grande melhoria na qualidade em relação aos episódios anteriores. 
David Zapanta de Den of Geek deu uma avaliação de 4 de 5 estrelas e também elogiou o desenvolvimento de Colman Domingo e escreveu: "À primeira vista, 'The Beacon' pode parecer uma promessa de esperança vis-à-vis de seu holofote titular, mas esta história, em última análise, não é de otimismo. Em vez disso, este é um episódio repleto de alguns momentos verdadeiramente sombrios, graças em grande parte a Strand."
Charlie Mason, da TVLine, elogiou o desenvolvimento do personagem de Colman Domingo e escreveu: "Strand se inclinou tanto em sua vilania redescoberta que foi uma maravilha que ele não tombou. (Puta merda, a máquina de carisma humano de Colman Domingo jogou ao máximo; ele saboreou cada frase de auto-satisfação tanto quanto seu personagem fez sua confiança.)"

### Audiência
O episódio foi visto por 1,09 milhão de telespectadores nos Estados Unidos em sua data de exibição original.